# Czarne dziury i wszechświaty niemowlęce oraz inne eseje
Czarne dziury i wszechświaty niemowlęce oraz inne eseje (ang. Black Holes and Baby Universes and Other Essays) – książka popularnonaukowa autorstwa brytyjskiego astrofizyka Stephena Hawkinga wydana w 1993. Jest to zbiór artykułów i wystąpień publicznych z lat 1976–1992 dotyczących m.in. zagadnień filozofii nauki i kosmologii. Zawiera też eseje autobiograficzne dotyczące dzieciństwa autora, studiów i jego zmagań z nieuleczalną chorobą. Dołączony jest także zapis programu brytyjskiej telewizji Desert Island Discs (Płyty na bezludną wyspę) z udziałem Stephena Hawkinga.

## Spis utworów
- Dzieciństwo – esej autobiograficzny
- Oxford i Cambridge – esej autobiograficzny
- Moje doświadczenia z ALS – wystąpienie na konferencji medycznej, 1987
- Postawa społeczna wobec nauki – esej popularnonaukowy
- Krótka historia «Krótkiej historii» – artykuł opublikowany w „The Independent”, 1988
- Moje stanowisko – esej popularnonaukowy
- Czy zbliża się koniec fizyki teoretycznej? – wykład wygłoszony na Uniwersytecie Cambridge, 1980
- Sen Einsteina  – wykład wygłoszony w Tokio, 1991
- Pochodzenie Wszechświata – wykład wygłoszony na Uniwersytecie Cambridge, 1987
- Mechanika kwantowa czarnych dziur – artykuł opublikowany w „Scientific American”, 1977
- Czarne dziury i wszechświaty niemowlęce – wykład wygłoszony na Uniwersytecie Kalifornijskim w Berkeley, 1988
- Czy wszystko jest zdeterminowane? – wykład wygłoszony na Uniwersytecie Cambridge, 1990
- Przyszłość Wszechświata – wykład wygłoszony na Uniwersytecie Cambridge, 1991
- Płyty na bezludną wyspę – wywiad dla audycji BBC, 1992

## Polskie edycje
- 1993 i 1994: wydawnictwo Alkazar w przekładzie Anny Minczewskiej-Przeczek (ISBN 83-85784-25-X)
- 1997: wydawnictwo Zysk i S-ka w tłumaczeniu Piotra Haskiego (ISBN 83-7150-256-7)